# Río Onyx
El río Onyx es un arroyo de agua de nieve de la Antártida que fluye al oeste del valle de Wright desde el glaciar Wright Inferior y el lago Brownworth hasta el lago Vanda durante algunos meses del verano antártico. A pesar de tener solo 32 km, es el más largo de todo el continente.

## Geografía
El río Onyx fluye lejos del océano, ya que se trata de una cuenca hidrográfica endorreica, debido a que el glaciar Wright bloquea la entrada del valle. Tiene varios afluentes, así como varias estaciones meteorológicas a lo largo de su curso. Su flujo es muy variable, ya que en el día y en las temporadas entre los veranos es escaso, incluso algunos años no ha llegado a alcanzar el otro lago. En contraste, puede causar erosión en caso de riada, e incluso algunos investigadores neozelandeses hicieron rafting en él en 1984. Una vez, alcanzó los 20 m³/s.

## Ecología
No hay peces en el río Onyx, pero alberga vida microscópica y la proliferación de algas puede ser bastante extensa. El medio ambiente se compone principalmente de cianobacterias y otras algas. En el río viven algunos microanimales (nematodos, tardígrados y rotíferos). Ocasionalmente también se encuentran skúas en la zona..

## Monitoreo
El río Onyx es uno de los muchos sitios estudiados por el Programa Antártico de los Estados Unidos a cargo de la Fundación Nacional de Ciencias. Los datos de descarga se han recopilado en el medidor aguas abajo cerca del lago Vanda desde 1969 y en el medidor aguas arriba cerca del glaciar Wright inferior desde 1972. El programa Antarctica New Zealand alguna vez mantuvo un campamento semipermanente en el lago Vanda. La Fundación Nacional de Ciencias ha mantenido el sitio de investigación ecológica de largo plazo McMurdo llevando el registro del río Onyx desde 1993. Hay un pequeño refugio de investigación en el lago Vanda en su extremo oriental. Cerca se encuentra la estación sísmica del Tratado de Prohibición Completa de los Ensayos Nucleares en el paso Bull.
Desde que se mantienen registros, la temporada de flujo del río Onyx se ha adelantado y se ha alargado.

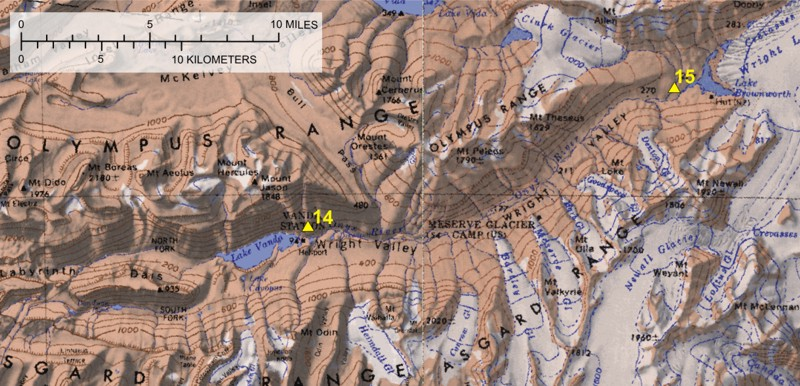
Mapa del valle de Wright con el río Onyx y el lago Vanda